# Sloveniens premierministre
Slovenien fik sin første premierminister i 1990, året før landet erklærede sig uafhængigt af Jugoslavien.
| #  | Navn                        | Tiltrædelse        | Afgang             | Politisk parti               |
| -- | --------------------------- | ------------------ | ------------------ | ---------------------------- |
| 1  | Lojze Peterle               | 16. maj 1990       | 14. maj 1992       | Kristendemokraterne          |
| 2  | Janez Drnovšek (1. periode) | 14. maj 1992       | 3. maj 2000        | Liberalt Demokrati           |
| 3  | Andrej Bajuk                | 3. maj 2000        | 4. august 2000     | Slovenske Folkeparti         |
|    | Andrej Bajuk (fortsat)      | 4. august 2000     | 17. november 2000  | Nyt Slovenien                |
|    | Janez Drnovšek (2. periode) | 17. november 2000  | 11. december 2002  | Liberalt Demokrati           |
| 4  | Anton Rop                   | 11. december 2002  | 9. november 2004   | Liberalt Demokrati           |
| 5  | Janez Janša (1. periode)    | 9. november 2004   | 21. november 2008  | Slovenske Demokratiske Parti |
| 6  | Borut Pahor                 | 21. november 2008  | 10. februar 2012   | Socialdemokraterne           |
|    | Janez Janša (2. periode)    | 10. februar 2012   | 20. marts 2013     | Slovenske Demokratiske Parti |
| 7  | Alenka Bratušek             | 20. marts 2013     | 18. september 2014 | Positive Slovenien           |
| 8  | Miro Cerar                  | 18. september 2014 | 13. september 2018 | Parti Miro Cerar             |
| 9  | Marjan Šarec                | 13. september 2018 | 13. marts 2020     | Lista Marjana Šarca          |
|    | Janez Janša (3. periode)    | 13. marts 2020     | 1. juni 2022       | Slovenske Demokratiske Parti |
| 10 | Robert Golob                | 1. juni 2022       |                    | Frihedsbevægelsen            |